# 川本紗矢
川本 紗矢（かわもと さや、1998年〈平成10年〉8月31日 - ）は、日本のタレント、女優であり、女性アイドルグループ・AKB48およびJKT48の元メンバーである。A-music所属。北海道野付郡別海町出身。

## 略歴
2012年
AKB48 第14期生オーディションを受けるも、3次審査で落選した。
2013年
9月22日、同年11月に初開催となる『AKB48グループ ドラフト会議』の候補者オーディションにおいて、30人の候補生の中のひとりとして選出される。
11月10日、グランドプリンスホテル新高輪で行われた『第1回AKB48グループ ドラフト会議』において、第2巡目でAKB48チームB、SKE48全3チーム、HKT48チームHの5チームから指名され、当時AKB48チームB所属だった島崎遥香が抽選で交渉権獲得の札を引き、AKB48チームBが川本との交渉権を獲得した。5チームの指名競合は本ドラフト会議で最多だった。
2014年
1月25日、TOKYO DOME CITY HALLで行われた『AKB48リクエストアワーセットリストベスト200 2014』の3日目公演において、他のドラフト生とともにお披露目され、チームBへの加入を報告。
3月7日、梅田チームB公演で同じくドラフト生の横島亜衿とともに劇場公演デビューした。
4月28日、新チーム倉持チームBによるAKB48 チームB 6th Stage「パジャマドライブ」公演の初日公演に出演。
7月29日、北海道産のジャガイモの消費拡大を目的に、馬鈴しょ取扱会議とホクレン農業協同組合連合会が2012年8月に設立した「じゃがい問題研究所」の新しい助手に選ばれた。
9月17日、日本武道館で行われた『第5回じゃんけん大会』で3位となり、優勝者のソロデビューシングルのカップリング曲選抜入りする。
11月26日発売のAKB48の38thシングル「希望的リフレイン」で表題曲の選抜メンバーに初選出された。なお、AKB48のシングル表題曲でドラフト生が選抜されたのは川本が初めてである。
2015年
1月4日、初の冠ラジオ番組『ティー・バイ・ティー・ガレージ presents さややパルプンテラジオ』（エフエム北海道）の放送が、全国11局ネットで開始される。
3月25日、さいたまスーパーアリーナで行われた『AKB48ヤングメンバー全国ツアー〜未来は今から作られる〜』の初日公演において、新しく結成された7人組ユニット「でんでんむChu!」への参加が発表された。
3月26日、さいたまスーパーアリーナで行われた『AKB48春の単独コンサート〜ジキソー未だ修行中！』において、チーム4への異動が発表された。
10月16日、著名人のプロデュースによるAKB48特別公演の第3弾として、ジャーナリストの田原総一朗氏が選曲・人選を行った「ド～なる?!ド～する?!AKB48」公演が初日を迎え、谷口めぐとともに同公演のWセンターを務めた。
2016年
5月から6月にかけて投票が実施された『AKB48 45thシングル 選抜総選挙』で初ランクインして27位となり、アンダーガールズに選出された。
2017年
5月から6月にかけて投票が実施された『AKB48 49thシングル 選抜総選挙』で29位となり、2年連続でアンダーガールズに選出される。
AKBステージファイター第7回センター争奪バトルで第1位になる。後日上位16名でコンサート開催。
2018年
5月から6月にかけて投票が実施された『AKB48 53rdシングル 世界選抜総選挙』で41位となり、ネクストガールズに選出される。
9月15日から1か月間、両グループ1名ずつの「AKB48/JKT48短期交換留学企画」により、日本インドネシア国交樹立60周年親善サポーターとしてジャカルタのJKT48に短期留学し、Team Tに加入。9月27日に、JKT48劇場での「シアターの女神」公演で初パフォーマンスを披露した。10月19日のチームT「シアターの女神」公演（さよなら公演）でJKT48での活動を終了した。
2020年
7月6日、AKB48 / OUC48プロジェクト「プロフィール48」のYouTube配信において、8月末にAKB48を卒業することを発表。同年8月30日にAKB48劇場で『川本紗矢卒業公演〜2486日間の宝物〜』が開催され、翌31日の活動をもって卒業した。
12月2日、自身のSNSで芸能事務所「Incubation（インキュベーション）」に所属したことを報告した。
2021年
6月15日から20日にかけて上演された、ノーティーボーイズの演劇制作「キズ絆-KIZUBAN-」にて、グループ卒業後初となる舞台出演。
その後、9月に劇団岸野組の「極悪鬼道」に、11月には劇団五反田タイガーの「Casket〜深海から見える星〜」に続けて出演し、以降も定期的に舞台作品への出演を重ねている。
2023年
12月31日、自身のSNSにて、Incubationを退所した事を発表した。
2024年
4月1日、A-musicへの移籍を発表。

## 人物
特技は書道で「かなと硬筆と毛筆全部段位を持っています」とのこと。
将来の夢はどんな演技をしても認められる篠原涼子のような女優になること。また、女優の北川景子も目標の人物として挙げている。
地元の別海町では「実家の周り、牛と草原しかない」環境であり、同級生が「田舎だから1学年20人ぐらい」の学校に通っていた。中学校では卓球部に所属し、学校外ではヒップホップの小さなサークルに所属し、ダンスを習っていた。
劇場公演でトマトが好きだと公言していたが、伊豆田莉奈によると食べている所を見たことがないという。また向井地美音と食事した時に「いらないの」に対して「いらない」といったことがある。
小さい頃から「漠然と『歌って踊る人になりたい』と思っていました」と川本は語っている。川本はAKB48の14期生オーディションで落選したため、「どうしても入りたくてリベンジで」とAKB48グループドラフト会議に応募した。当時AKB48チームB所属だった島崎が抽選で当たりくじを引き当てたが、島崎の大ファンである川本は、チームBについて「一番入りたかったチームです」と涙した。目標とする先輩は柏木由紀、小嶋真子である。
ドラフト会議時にチームBのキャプテンだった梅田彩佳は、川本の性格について「（ドラフト会議の）リハ（ーサル）から見ていて、おどおどしたところがかわいかったです」「すごく人見知りな子」と語っている。また、元チームBキャプテンの倉持明日香は、川本の性格について「中も外もこんなフワフワした子は初めて。『めっちゃ性格が悪かったらおもしろいのに』と思っていたけど、そのままでした。」と語る一方で、「がむしゃらとか一生懸命という言葉が、こんなにもはまる子はあまりいないです。そういう子が、今のAKB48には必要なのかなと思います」と評している。川本によると、「笑いのツボが浅いから何でもすぐ笑っちゃって『また笑ってる!』みたいに言われます」とのことである。
初めて参加した第5回じゃんけん大会では「じゃんけんは普段の生活でも負ける方が多かった」にも関わらず、5連勝して準決勝に進出した。準優勝した小嶋陽菜に敗れたはしたものの、3位決定戦で岩立沙穂に勝利して3位となった。

## AKB48在籍時の参加楽曲

### シングル選抜楽曲
- 「ラブラドール・レトリバー」に収録
  - Bガーデン - 「Team B」名義
- 希望的リフレイン
  - ロンリネスクラブ - 「Team B」名義
- 「Green Flash」に収録
  - 春の光 近づいた夏
- 僕たちは戦わない
  - Summer side - 「セレクション16」名義
  - カフカとでんでんむChu ! - 「でんでんむChu !」名義
- 「唇にBe My Baby」に収録
  - 君を君を君を… - 「次世代選抜」名義
  - なんか、ちょっと、急に… - 「Team 4」名義
- 「君はメロディー」に収録
  - LALALAメッセージ - 「AKB48次世代選抜」名義
- 翼はいらない
  - 考える人 - 「Team 4」名義
- 「LOVE TRIP/しあわせを分けなさい」に収録
  - 伝説の魚 - 「アンダーガールズ」名義
- ハイテンション
- シュートサイン
  - アクシデント中 - 「AKB48 U-19選抜」名義
- 願いごとの持ち腐れ
  - 前触れ
- 「#好きなんだ」に収録
  - だらしない愛し方 - 「アンダーガールズ」名義
- 「11月のアンクレット」に収録
  - 微笑みの瞬間 - 「7秒後、君が好きになる。」名義
- 「ジャーバージャ」に収録
  - Position - 「AKB48若手選抜」名義
- 「Teacher Teacher」に収録
  - 君は僕の風 - 「AKB48グループ センター試験選抜」名義
  - 猫アレルギー - 「Team 4」名義
- 「センチメンタルトレイン」に収録
  - 友達じゃないか? - ネクストガールズ名義

### アルバム選抜楽曲
- 『ここがロドスだ、ここで跳べ!』に収録
  - Birth
  - To goで - 「倉持Team B」名義
- 『0と1の間』に収録
  - 泣き言タイム - 「Team 4」名義
  - あれから僕は勉強が手につかない - 「でんでんむChu !」名義
- 『サムネイル』に収録
  - 誰が私を泣かせた?
- 『僕たちは、あの日の夜明けを知っている』に収録
  - 天国の隠れ家

### その他の参加楽曲
- シングル「やさしくするよりキスをして」（「渡辺美優紀」名義）に収録
  - 春風ピアニッシモ - 「AKB48」名義
- シングル「逆さ坂」（「じゃんけん民」名義）に収録
  - 奇跡のドア - 「AKB48」名義

#### 配信限定楽曲
- 離れていても

### 劇場公演ユニット曲
梅田チームB ウェイティング公演
- アボガドじゃね〜し…（AKB48 2ndアルバム『1830m』）[注 1]
- ごめんね、ジュエル（岩佐美咲のユニットアンダー）

倉持チームB「パジャマドライブ」公演
- 天使のしっぽ
- 純情主義（柏木由紀のユニットアンダー）

岩本輝雄「青春はまだ終わらない」公演
- ツンデレ!（小嶋菜月のユニットアンダー）
- 青空カフェ

田原総一朗「ド～なる?!ド～する?!AKB48」公演
- 1996年の雷鳴（内山奈月のユニットアンダー）
- 思い出のほとんど

高橋朱里チーム4「夢を死なせるわけにいかない」公演
- 初めてのジェリービーンズ

外山大輔「ミネルヴァよ、風を起こせ」公演
- コップの中の木漏れ日
- 記憶のジレンマ（2nd UNIT）

「サムネイル」公演
- すべては途中経過

村山チーム4「手をつなぎながら」公演
- チョコの行方

## 出演

### テレビドラマ
- マジすか学園4 第10話（2015年3月31日、日本テレビ） - ルーキー 役
- マジすか学園5（2015年8月25日、日本テレビ）[注 2] - ルーキー 役[44]
- キャバすか学園（2016年10月30日 - 2017年1月15日、日本テレビ） - ルーキー 役[45][46]

### 劇場ドラマ
- スリルドライブ短編劇場 第5章「PRIVACY」（2021年10月24日・11月23日[注 3]）- 霧野 役[47]

### バラエティ
- AKB48グループ ドラフト生がやってみた（2014年3月20日・21日、NOTTV）
- じゃがい問題研究所 AKB48川本紗矢のPOTATO LIFE（2015年8月16日 - 10月25日[注 4]、テレビ北海道）[動画 3][48]

### ラジオ
- ティー・バイ・ティー・ガレージ presents さややパルプンテラジオ（2015年1月4日 - 8月30日、エフエム北海道）[49]
- リッスン? 2-3（2016年8月度・2017年3月度、文化放送） - 月間パーソナリティー
- オレたちゴチャ・まぜっ!〜集まれヤンヤン〜（2022年4月23日 - 2023年4月16日、MBSラジオ） - ヤンヤンガールズ14期生

### 舞台
- ミュージカル『AKB49〜恋愛禁止条例〜』（2014年9月11日 - 16日、AiiA Theater Tokyo） - 立石さち 役[50]
- マジすか学園 〜京都・血風修学旅行〜（2015年5月14日 - 19日、AiiA Theater Tokyo） - オオイリ 役[51][52]
- UBUGOE ～Voice of comedy vol.9（2016年2月25日、大田文化の森ホール）[53]
- リーディングシアター『恋工場』（2016年9月21日、ベルサール渋谷ガーデン Cホール）[54][55]
- ノーティーボーイズproduceケミカルリアクション ACT.1『キズ絆-KIZUBAN-』（2021年6月15日 - 20日、築地本願寺ブディストホール）[33]
- 劇団岸野組
  - 1990プロジェクト『極悪鬼道』（2021年9月22日 - 26日、俳優座劇場） - おサエ 役[34]
  - 1990プロジェクト『石川五右衛門外伝 TOKYO2022春』（2022年3月30日 - 4月3日、本多劇場） - 山田ひろみ / 冷泉美穂 役[56]
- 劇団五反田タイガー
  - 10th Stage『Casket〜深海から見える星〜』（2021年11月10日 - 14日、草月ホール） - カメ子 役[35]
  - 9th Stage『DEMON〜ありがとうって言えなくて〜』（2022年4月20日 - 24日、あうるすぽっと） - かぐや姫 役[57]
  - 五反田タイガー5th Anniversary 11th Stage『ペイティング・バーレスク〜天使がいた場所〜』（2022年9月28日 - 10月2日、こくみん共済 coopホール／スペース・ゼロ） - レーモンド 役[58]
  - 12th Stage featuring コモンシェア株式会社『Tokyo Community Life 〜Reborn〜 』（2023年2月22日 - 26日、六行会ホール） - 坂本宏美 役[59]
  - 14th Stage「ペインティング・バーレスク〜天使がいた場所〜」（2024年2月28日 - 3月3日、六行会ホール） - ポッポ 役[60]
- 劇団壱劇屋『猩獸』（2022年6月1日 - 5日、ポケットスクエア） - 愛 役[61]
- 舞台『放課後戦記2022』（2022年11月29日 - 12月4日、Mixalive TOKYO Theater Mixa）[62]
- 宇宙食堂『ギャラクシー神楽 〜2078年、宇宙のどこかにいるキミへに贈るボクの小さな想い〜』（2023年1月7日 - 8日、吉祥寺シアター） - ヒロイン・天野天音 役[63]
  - 舞台『ギャラクシー神楽』スピンオフ アフターイベント「銀河からの手紙」（2023年1月27日、東京カルチャーカルチャー）
- ALPHA Entertainment× E-stage Topia オドレシリーズ vol.3『ヨツバリベンジ』（2023年3月28日 - 31日、渋谷区文化総合センター大和田 伝承ホール） - ヒロイン・森下葉摘 / 三葉 役[64]
- 劇団TEAM-ODAC
  - 第41回本公演『猫と犬と約束の燈～2023編～』（2023年4月12日 - 16日、こくみん共済 coop ホール／スペース・ゼロ） - 猫子 役[65]
  - 第38回本公演『続・猫と犬と約束の燈～宝物の手～』（2023年9月27日 - 10月1日、新国立劇場 小劇場）[66]
- 将棋無双・第30番 ~神局のヴァンパイア~（2024年4月10日 - 14日、上野ストアハウス） - ヒロイン・飛車 役[67]
- 音楽劇『PHANTOM of the SHOGIKAIKAN』（2025年4月23日 - 27日、上野ストアハウス） - 仮面の棋士 役[68]

### CM・広告
- 東海堂 美人の赤苺（2016年1月 - 、東海堂・香港） - 小嶋陽菜と共演[動画 4]
- O.C.S.D. 九州電機工業学園希望が丘高等学校 新制服モデル（2017年1月17日 - ）[69]
- コーチャンフォー（2017年8月14日 - 2018年8月12日、リラィアブル）[70][71] - 2代目イメージガール
  - テレビCM「だらしない愛し方バージョン」（2017年8月14日 - ）[72]
  - テレビCM「クラシックバージョン」（2017年11月6日 - ）[73]
  - ラジオCM「クリスマスバージョン」[74]
- 北海道別海町〈ふるさと納税〉商品イメージモデル（2021年、北海道・別海町）[75][76]

### ネット配信
- マジすか学園5（2015年8月25日 - 10月27日、Hulu）[注 2] - ルーキー 役[44]
- マジすか学園5 外伝（2015年11月17日、Hulu）- ルーキー 役
- F.Chan TV 第15回（2016年、フットボールチャンネル） - MC[77]
- ネット怪談 × 百物語 シーズン6（2021年2月20日 - 4月3日、StyleOffice YouTube）- でいじー 役[78]

### イベント
- 豆腐プロレス The REAL 2017 WIP CLIMAX in 後楽園ホール（2017年8月29日、後楽園ホール） - モーモー川本 役[79]
- 豆腐プロレス The REAL 2018 WIP QUEENDOM in 愛知県体育館（2018年2月23日、愛知県体育館） - モーモー川本 役[80]

## 書籍

### 雑誌連載
- LOVE berry（2016年1月 - 2017年3月、徳間書店） - モデル[81]